# Amphicallia
Amphicallia is een geslacht van vlinders van de familie spinneruilen (Erebidae), uit de onderfamilie Arctiinae.

## Soorten
- A. bellatrix (Dalman, 1823)
- A. kostlani Strand, 1911
- A. pactolicus (Butler, 1888)
- A. pratti (Kenrick, 1914)
- A. quagga Strand, 1909
- A. solai (Druce, 1907)
- A. thelwalli (Druce, 1882)